# Les Trois Frères : Le Retour
Pour les articles homonymes, voir Les Trois Frères (homonymie).
Série
Les Trois Frères
(1995)
Pour plus de détails, voir Fiche technique et Distribution.
Les Trois Frères : Le Retour est un film français réalisé par Didier Bourdon, Bernard Campan et Pascal Légitimus, sorti en 2014.
Il s'agit de la suite du film Les Trois Frères, réalisé en 1995.

## Synopsis
Des années après leurs mésaventures et le décès de leur mère, les frères Latour sont à nouveau réunis par la défunte. Chacun est à une étape difficile de sa vie : Bernard est un comédien raté, Didier se fait passer pour un professeur de philosophie alors qu'il vend des jouets sexuels par correspondance et Pascal vit aux crochets de Moss, riche cougar américaine. Accompagnés de Sarah, la fille de Bernard, ils vont vivre des rencontres surprenantes tandis que de nouveaux problèmes vont les affecter.

## Fiche technique
- Titre original : Les Trois Frères : Le Retour
- Réalisation : Didier Bourdon, Bernard Campan et Pascal Légitimus (crédités sous le nom Les Inconnus)
- Scénario : Didier Bourdon et Bernard Campan (avec participation non créditée de Pascal Légitimus[1])
- Musique : Olivier Bernard et Didier Bourdon
  - Chanson du générique : Happy Mummy, écrite et composée par Didier Bourdon et interprétée par Julia Palombe
- Photographie : Pascal Caubère
- Montage : Jeanne Kef
- Décors : Christian Marti
- Costumes : Marie-Laure Lasson
- Direction artistique : Nathalie Cheron
- Production : Philippe Godeau, Didier Bourdon, Bernard Campan et Pascal Légitimus
- Société de production : Pan-Européenne
- Distribution :  Wild Bunch Distribution
- Genre : comédie
- Durée : 106 minutes
- Pays d'origine :  France
- Langue originale : français
- Budget : 10 millions d'€
- Format : couleur
- Dates de sortie : 
  -  France : 12 février 2014
  -  Belgique : 12 février 2014
  -  Suisse : 12 février 2014 (Suisse romande)[2]
- Video : DVD + BLU-RAY le 30 juillet 2014 chez Wild Side Video

## Distribution
- Didier Bourdon : Didier Latour
- Pascal Légitimus : Pascal Latour
- Bernard Campan : Bernard Latour
- Christian Hecq : Maître Vaselin
- Antoine du Merle : Michaël Latour, fils de Didier
- Sofia Lesaffre : Sarah Latour, fille de Bernard[3]
- Daniel Russo : Daniel, futur beau-père fortuné de Michael
- Biyouna : grand-mère de Sarah
- Fatima Adoum : Sabrina, mère de Sarah et ex-amie des trois frères
- Sara Mortensen : amie de Moss
- Philippine Leroy-Beaulieu : une employée de banque
- Mona Walravens : Cindy, fiancée de Michaël
- Khaled Ghorbal : Khaled, le grand-père de Sarah
- Peter Hudson : John Assec
- Rosine Cadoret : la productrice
- Jean-Pierre Tagliaferri : JP
- Adrien Saint-Joré : « Modeglue », dealer, ex-compagnon de Sarah
- David Salles : Jean-Claude, agent de Bernard
- Grégory Montel : le présentateur de l'émission T'es pas cap !
- Sabine Pakora : Infirmière
- Alison Wheeler : l'invitée en robe violette à la soirée
- Christophe Guybet : un invité
- Jarry : banquier chez NIC
- Jean-Marie Juan : un gendarme
- Oscar Copp : un policier
- Vivienne Vernes : Moss Godin Matiss, riche compagne américaine de Pascal
- Isabelle Coulombe : Viviane
- Mathilde Vitry : Cathy, future belle-mère de Michael
- Mauricette Laurence : Mémé
- Julia Palombe : Josy Latour
- Bruno Chapelle : un employé de banque
- Pape Cheikh Diop : Bongo

## Production
Les membres du trio Les Inconnus réfléchissent d'abord à une reprise des personnages des Trois Frères sur scène, avant que l'idée de suite filmique ne s'impose. Dès la phase de scénario, Pascal Légitimus, qui n'avait pas coécrit ni coréalisé le premier opus, informe Didier Bourdon et Bernard Campan qu'il veut s'impliquer dans le processus de réalisation et il participe également à la finalisation du scénario à travers quelques idées ou remarques, même s'il n'est pas crédité comme scénariste au générique. Les trois compères envisagent un temps que l'histoire se déroule partiellement en Espagne mais se rendent compte que leur humour est « ancré dans du contemporain français (la crise, les émissions de télé, la précarité, les banques, etc.) » donc qu'il n'y a pas de sens à ce que les personnages partent de France.

### Choix des interprètes
Pour interpréter Sarah, le trio hésite entre deux actrices et finit par choisir Sofia Lesaffre, même si elle leur paraît un peu « bébé », alors que l'autre actrice leur semble au contraire « un peu trop mûre ». Sofia Lesaffre était avec Pascal Legitimus dans la série Les Tricheurs.

### Tournage
Le film a été tourné à Créteil et Joinville-le-Pont dans le Val-de-Marne, ainsi qu'à Port-de-Bouc (Bouches-du-Rhône).
Le parking où Didier fait du télé-marketing est celui du centre commercial Créteil Soleil.
L'émission de télé-réalité T'es pas cap est tournée sur le plateau du jeu Tout le monde veut prendre sa place.

## Accueil

### Sortie nationale
Les Inconnus officialisent cette suite via une vidéo diffusée par leur Web TV officielle sur le site MySkreen en avril 2013,. La date de sortie du film du 12 février 2014 est annoncée le 30 juillet 2013.

### Réception critique
Même si le film franchit la barre des deux millions d'entrées, il reste bien loin des 6 897 098 entrées du premier film. Par ailleurs, la critique reçoit globalement mal le film.
Les critiques presse jugent quasi unanimement que le film est une mauvaise suite. Le film reçoit un score moyen de la part des spectateurs et internautes sur Allociné (3/5) et réalise un des meilleurs démarrages de l'année en doublant le nombre d'entrées du précédent opus (953 000 entrées contre 489 000 en 1995) et se retrouve en haut du box-office français. La fréquentation est en forte baisse les semaines suivantes, et le film réalise 2 240 876 entrées, 3 fois moins que le précédent.

#### Critiques négatives
(juillet 2014).
- Le Journal du dimanche : « On est triste et au-delà de la déception, vieux gags et réalisation paresseuse relèguent ces "Trois Frères" à un divertissement dérisoire »[11].
- Télé 7 jours : « Vu l'indigence des gags et les balourdises en série, la déception sera proportionnelle à l'attente des aficionados d'hier »[12].
- Le Monde : « Tout cela, il faut l'avouer, est moins renversant en termes de comédie qu'émouvant sur le plan des retrouvailles. Vingt ans n'en ont pas moins passé et le rire tourne un peu au bourdon »[13].
- 20 Minutes : « Bien qu'ils se soient mis à trois pour écrire et réaliser leur film, les Inconnus terrassent avec des gags éléphantesques dont l'humour fleure la naphtaline »[14].
- Le Point : « Figés dans leur propre nostalgie, ils ne sont dès lors plus en mesure d'apporter ce regard décalé qui faisait la saveur et la pertinence de leurs sketches. Le populaire a cédé la place au vulgaire, la modernité fait ringarde, et la critique sociale a disparu. »[15]
- Première : « Machine à fric opportuniste à la Bronzés 3 ou sympathique come-back à la Ripoux 3 ? […] La réponse se situe entre les deux... »[16].
- TéléCinéObs : « D'où tristesse et frustration en barres : ce retour est au cinéma ce que fut au tennis le comeback improbable de Borg en 1991 après dix années à boire des cocktails. Un film torchon-chiffon-carpette, sans blague. »[17]
- Télérama : « Bourdon, Campan et Légitimus sont si aimés que le public leur pardonnera probablement cet épisode 2 fatigué. Mais pas sûr que son indulgence se prolonge longtemps. »[18]
- Metronews : « Bernard Campan, Didier Bourdon et Pascal Légitimus auraient-ils dépassé la date limite de consommation ? Telle l'épice qui s'affadit avec les années, le trio a perdu son piquant en deux décennies. Pire, il se repose sur ses lauriers, espérant que son ex-étiquette "produit de qualité" suffise encore à appâter le chaland. »[19]

#### Critique positive
- Le Parisien : « L'ensemble tient la route et le trio n'a rien perdu de son efficacité de jeu »[20].

### Box-office
| Pays ou région | Box-office        | Date d'arrêt du box-office | Nombre de semaines |
| -------------- | ----------------- | -------------------------- | ------------------ |
| France         | 2 285 475 entrées | 8 avril 2014               | 8                  |
| Europe         | 2 412 486 entrées | 8 avril 2014               | NC                 |

## Analyse